# Pixhof
Pixhof ist ein Ortsteil von Ingersau in der Gemeinde Neunkirchen-Seelscheid im Rhein-Sieg-Kreis.

## Lage
Der Pixhof liegt westlich von Ingersau und der Bundesstraße 507. Nachbarort im Westen ist Schöneshof.

## Geschichte
1830 hatte Pixhof zwölf Einwohner. 1845 hatte der Hof 14 katholische Einwohner in zwei Häusern. 1888 gab es sechs Bewohner in einem Haus.
1901 hatte das Gehöft acht Einwohner, die Familie Ackerer Wilhelm Büscher.
Das Dorf gehörte bis 1969 zur Gemeinde Neunkirchen.
Durch Gemeinderatsbeschluss vom 27. Mai 1971 wurde aus den Ortsteilen Ingersaueler Mühle und Pixhof Neunkirchen-Seelscheid-Ingersau.